# Eleccions legislatives de Guinea Bissau de 2004
Les eleccions legislatives de Guinea Bissau de 2004 es van dur a terme a Guinea Bissau el 28 de març de 2004, després de diversos ajornaments causats pel caos polític i econòmic al país, incloent-hi un cop d'estat que va enderrocar al president Kumba Ialá el setembre de 2003. L'antic partit governant, el Partit Africà per la Independència de Guinea i Cap Verd (PAIGC), va obtenir el nombre més gran d'escons, però no va obtenir majoria. El partit de l'expresident Yala, el Partit de Renovació Social (PRS), va quedar en segon lloc amb 35 escons.
El PAIGC va arribar a un acord amb el PRS pel seu suport legislatiu (va fracassar un intent previ d'arribar a un acord amb el Partit Unit Social Democràtic, que havia obtingut 17 escons), i el maig de 2004 va jurar el nou parlament, amb el líder del PAIGC Carlos Gomes Júnior convertit en primer ministre.

## Incidències
Tot i que segons els informes el vot es va dur a terme a temps a l'interior de Guinea Bissau, es va retardar en gran part de la capital Bissau perquè els materials electorals van ser lliurats tard a molts centres de votació. La Comissió Nacional Electoral va ordenar als centres de votació que van obrir tard que restessin oberts més enllà del final de la votació programada per assegurar que tots tinguessin l'oportunitat de votar. Segons els informes aproximadament un terç dels centres de votació de Bissau no van obrir el dia de les eleccions, i aquests centres van rebre l'ordre d'obrir l'endemà 29 de març.
Uns 100 observadors internacionals van estar presents per a l'elecció. Les Nacions Unides, la Comunitat Econòmica dels Estats de l'Àfrica Occidental (CEDEAO), la Comunitat de Països de Llengua Portuguesa i la Francofonia van enviar observadors, igual que Portugal, Rússia i els Estats Units.

## Resultats
| Partit                                                  | Vots    | %     | Escons | +/– |
| ------------------------------------------------------- | ------- | ----- | ------ | --- |
| Partit Africà per la Independència de Guinea i Cap Verd | 145,316 | 33.88 | 45     | +21 |
| Partit de Renovació Social                              | 113,656 | 26.50 | 35     | –3  |
| Partit Unit Social Democràtic                           | 75,485  | 17.60 | 17     | Nou |
| Plataforma Unida                                        | 20,700  | 4.83  | 0      | –   |
| Unió Electoral                                          | 18,354  | 4.28  | 2      | –   |
| Partit Democràtic Socialista                            | 8,789   | 2.05  | 0      | Nou |
| Unió pel Canvi                                          | 8,621   | 2.01  | 0      | –3  |
| Resistència de Guinea Bissau-Moviment Bafatá            | 7,918   | 1.85  | 0      | –28 |
| Partit d'Unitat Nacional                                | 6,260   | 1.46  | 0      | Nou |
| Aliança Popular Unida                                   | 5,817   | 1.36  | 1      | Nou |
| Unió Nacional per la Democràcia i el Progrés            | 5,042   | 1.18  | 0      | –1  |
| Fòrum Cívic Guineà-Socialdemocràcia                     | 4,209   | 0.98  | 0      | 0   |
| Moviment Democràtic Guineà                              | 4,202   | 0.98  | 0      | Nou |
| Partit del Manifest del Poble                           | 3,402   | 0.79  | 0      | Nou |
| Partit Socialista                                       | 1,167   | 0.27  | 0      | Nou |
| Nuls/blancs                                             | 31,317  | –     | –      | –   |
| Total                                                   | 460,254 | 100   | 100    | –2  |
| Votants registrats/participació                         | 603,639 | 76.2  | –      | –   |
| Font: African Elections Database                        |         |       |        |     |